# Diabrotica balteata
Diabrotica balteata är en skalbaggsart som beskrevs av J. L. Leconte 1865. Diabrotica balteata ingår i släktet Diabrotica och familjen bladbaggar. Inga underarter finns listade i Catalogue of Life.

## Bildgalleri

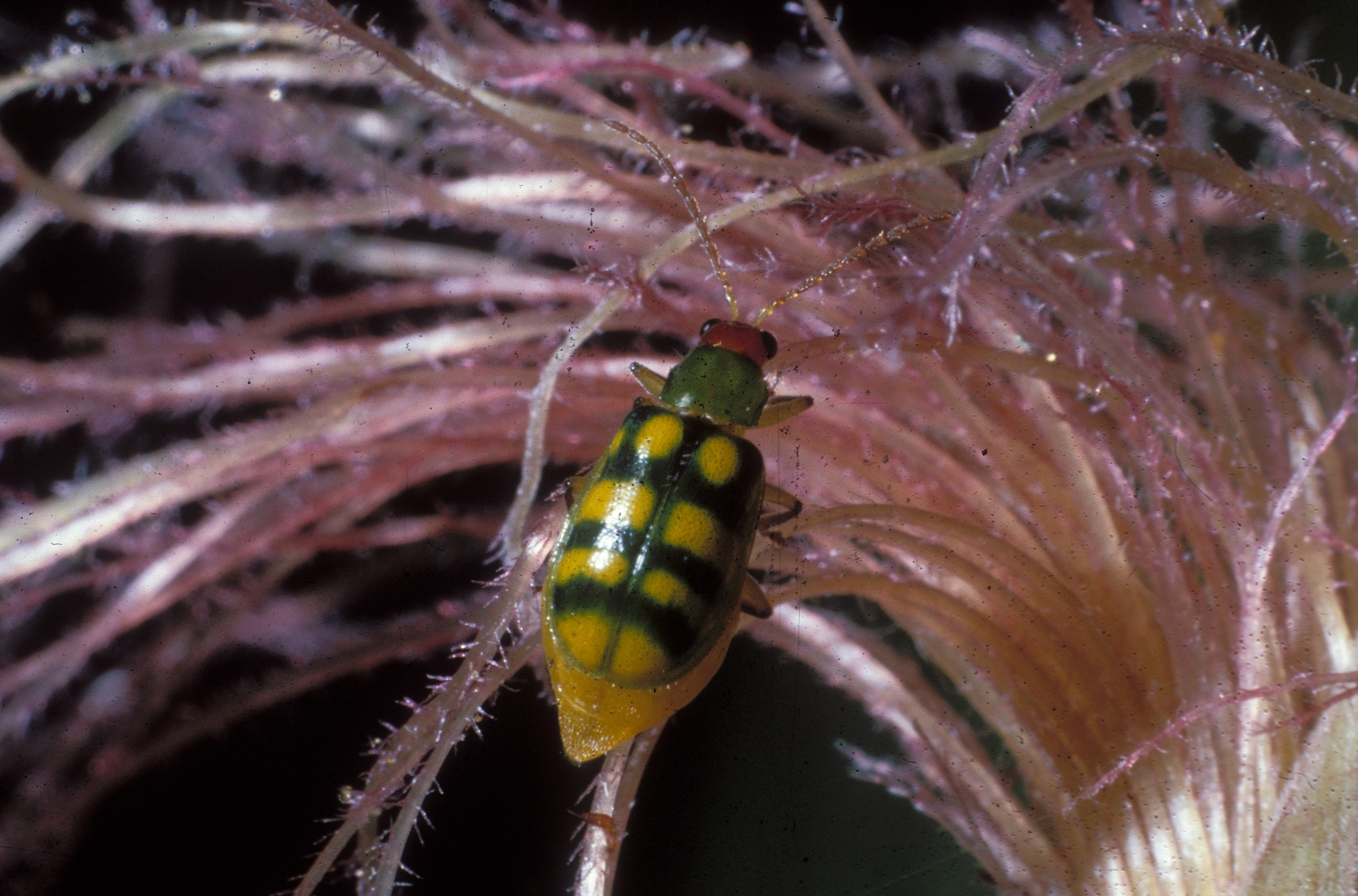
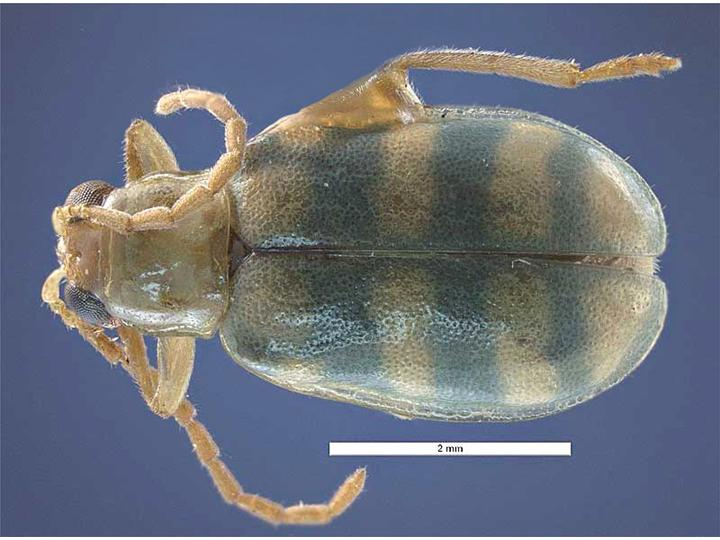
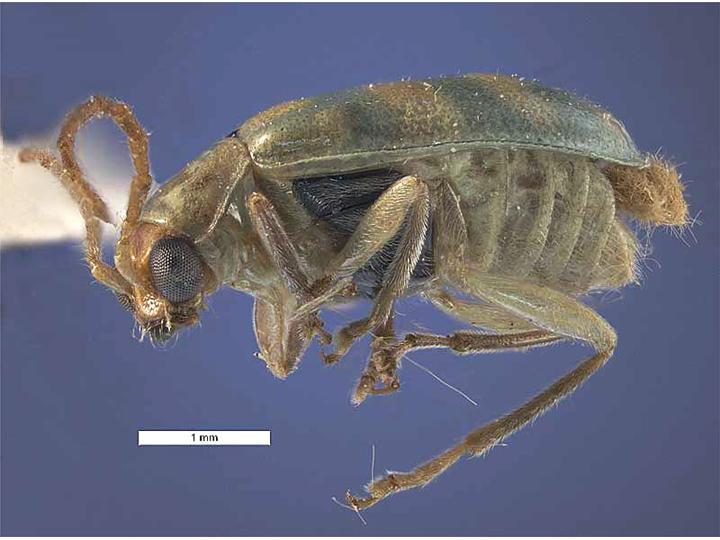
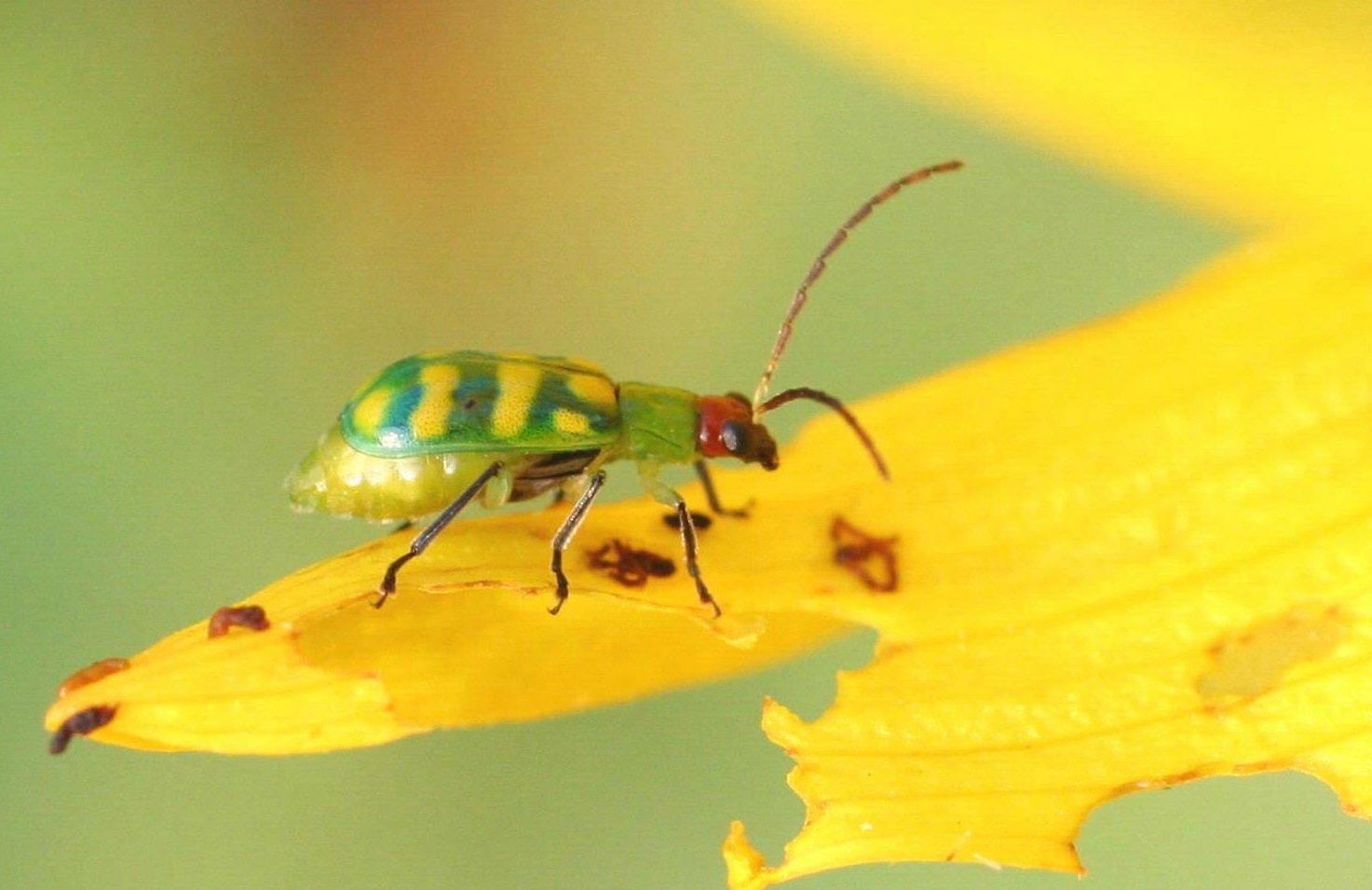